# Austro-ugarska abisalna ekspedicija 1890. – 1898.
Austro-ugarska abisalna ekspedicija 1890. – 1898., također poznata kao ekspedicije Pola, oceanografska je ekspedicija nastala prema impresiji znanstvenim rezultatima bogate britanske ekspedicije Challengera (1872. – 1876.) s kraja 19. stoljeća u kojoj su sudjelovale razne države. Pomorska putovanja u organizaciji Austrijske akademije znanosti vodila su SMS Polu u istočni Mediteran, Jadran i Crveno more. Ekspedicije Pola blisko su povezane s imenom njezinog znanstvenog voditelja bečkog ihtiologa Franza Steindachnera. Većina prikupljenoga materijala danas se nalazi u zbirkama Prirodoslovnoga muzeja u Beču.

## Zanimljivosti
- Tijekom druge ekspedicije izmjerena je 28. kolovoza 1891. godine dotad najveća dubina Sredozemnoga mora na dubini od 4 404 m. Dubinska točka nazvana je Pola, a nalazi se 50 milja jugozapadno od rta Matapana između zemljopisne širine 35°44'48" N i dužine 21°45'48" E.